# Union Station (Chattanooga)
Chattanooga Union Station, más comúnmente conocida como Union Depot en Chattanooga, construida entre 1857 y 1859, sirvió como cobertizo de vagones de tren en Chattanooga (Estados Unidos). Ubicada en las calles Broad y Ninth (en la actualidad, bulevar Martin Luther King), la estación era una de las dos principales terminales ferroviarias de la ciudad, la otra era la estación terminal del Ferrocarril del Sur.
Se agregaron modificaciones en 1868 y 1881 para incluir oficinas y salas de espera. El cobertizo de vagones de tren estuvo en uso durante y después de la Guerra de Secesión. Después de esfuerzos fallidos para preservar la estructura, Union Depot fue demolido en 1972.

## Historia
Union Depot se construyó con piedra caliza y ladrillo; los ladrillos utilizados fueron hechos por esclavos. La línea central del cobertizo de vagones de tren era la línea límite entre Western & Atlantic Railway y Nashville & Chattanooga Railway. Durante la Guerra de Secesión, el cobertizo de vagones de tren se utilizó como hospital del ejército. Se agregó una casa principal en 1882, y el extremo sur fue demolido y reemplazado con cobertizos de mariposas en 1926. En 1900, se agregaron pisos de mármol georgiano al edificio, lo cual fue apropiado porque Georgia era propietaria del terreno en el que se encontraba Union Depot.
A lo largo de las primeras cuatro décadas de operación de la instalación, su propiedad había sido disputada entre el estado de Georgia (y, por extensión, Western & Atlantic Railway y sucesores), East Tennessee & Georgia Railroad y Memphis & Charleston Railroad, este último dos habiendo arrendado porciones de la propiedad. El caso se resolvió en la década de 1890, cuando los tribunales finalmente fallaron a favor de Georgia y determinaron que Western & Atlantic Railway y Nashville & Chattanooga Railway eran los propietarios legítimos, las otras dos carreteras solo tenían "derechos adquiridos" para su uso. El debate sobre la propiedad resultó en la organización de Chattanooga Station Company en 1905. La compañía estaba formada por las tres líneas del Sistema Ferroviario del Sur (que había absorbido el Este de Tennessee y Georgia) y el Ferrocarril Central de Georgia.
En 1901, la locomotora La General de Western and Atlantic se exhibió en la estación. Permaneció exhibido hasta 1961, cuando el sucesor del ferrocarril Western & Atlantic, Louisville y Nashville, retiró el motor para restaurarlo a su condición operativa. Luego, el motor recorrió varias partes del este de los Estados Unidos hasta 1967, cuando a pesar de los esfuerzos del entonces alcalde de Chattanooga, Ralph Kelley, por mantener el motor en la ciudad, el motor finalmente se entregó al estado de Georgia, que lo exhibió en el Southern Museum of Civil War and Locomotive History, donde permanece actualmente.

## Esfuerzos de restauración y destrucción.
En 1971, una clase de inglés de la Universidad de Tennessee en Chattanooga impartida por Tom Preston propuso un plan visionario para salvar a Union Depot de la demolición. El plan proponía la restauración y utilización como centro de un centro comercial en el centro de la ciudad. La clase presentó un trabajo y un video a la Comisión de la Ciudad de Chattanooga el 19 de julio de 1971. El alcalde Robert Kirk Walker recomendó que los estudiantes hicieran su presentación ante el Comité de Desarrollo del Centro. La Asociación Histórica del Área de Chattanooga se unió a la lucha para salvar Union Depot en noviembre de 1971. Sin embargo, el 26 de septiembre de 1971, Georgia decidió vender parte de la tierra que poseía, incluido el sitio del depósito. La estructura fue demolida al año siguiente y el sitio actualmente alberga edificios de oficinas. Se colocó un marcador histórico en la ubicación de Union Depot.